# Jelovjane
Jelovjane (macedónul: Јеловјане) település Észak-Macedóniában, a Pologi körzet Bogovinyei járásában.

## Népesség
| Lakosok száma | 893  | 1067 | 687  | 743  | 892  | 845  | 719  | 599  | 283  |
|               | 1948 | 1953 | 1961 | 1971 | 1981 | 1991 | 1994 | 2002 | 2021 |

2002-ben 599 lakosa volt, akik közül 539 török, 40 albán, 8 bosnyák, 5 macedón, 7 egyéb.